# مقاطعة تشيسترفيلد (فيرجينيا)
 مقاطعة تشيسترفيلد  (بالإنجليزية:  Chesterfield County)‏ هي إحدى المقاطعات في ولاية فيرجينيا في الولايات المتحدة الأمريكية.

## أعلام
- لويد ك. بيرد
- جون فولر
- جورج وليام دمدم
- بيتر جيفرسون
- ويليام فلمنج
- جون وايلز إيبس
- جورج هانكوك
- جون ونستون جونز
- ستيف مارتن